# Christopher Wittich

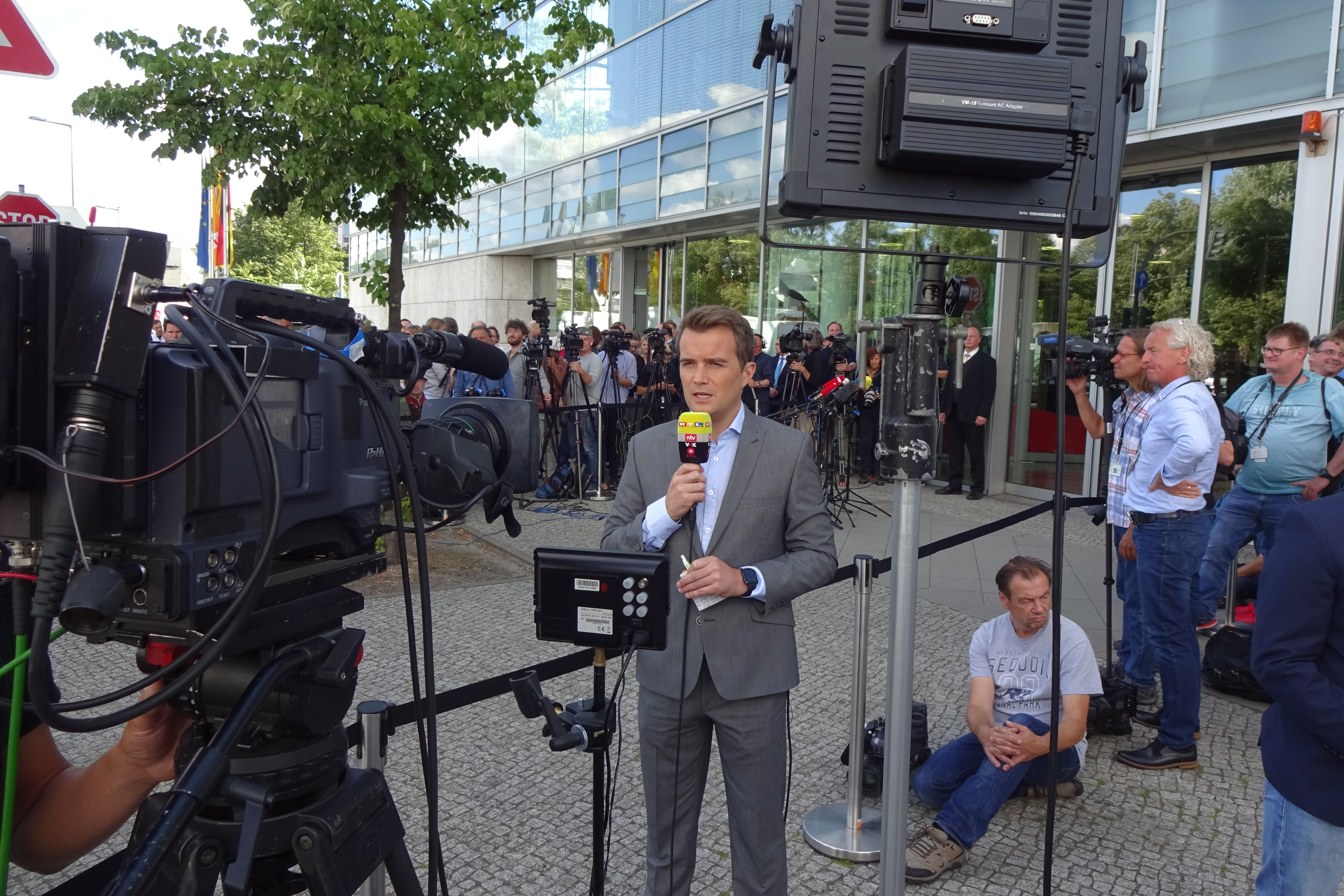
Christopher Wittich, 2018

Christopher Wittich (* 5. April 1983 in Eisenach) ist ein deutscher Fernsehmoderator und Fernsehjournalist.

## Leben
Christopher Wittich kommt gebürtig aus Thüringen und verlebte seine Kindheit in Marksuhl. Nach seinem Abitur studierte er Gymnasiallehramt und arbeitet als Fernsehjournalist. Wittich lebt in Frankfurt am Main.

## Beruflicher Werdegang
Sein Abitur absolvierte Christopher Wittich am Philipp-Melanchthon-Gymnasium in Gerstungen. Christopher Wittich studierte an der Julius-Maximilians-Universität Würzburg und an der Johannes-Gutenberg-Universität Mainz Deutsch und Sozialkunde auf Gymnasiallehramt. In Mainz legte er 2010 sein erstes Staatsexamen ab.
Seine journalistische Laufbahn begann bei Antenne Thüringen. Während seiner Studienzeit moderierte er Sendungen beim Hochschulradio an der FH Würzburg. In seiner Mainzer Zeit arbeitete er beim Uni-Fernsehkanal CampusTV, schrieb außerdem für den Staatsanzeiger Rheinland-Pfalz und war ab 2009 studentische Aushilfe bei RTL Hessen.
Nach dem Staatsexamen 2010 volontierte er bei RTL Hessen in Frankfurt am Main. Er arbeitete als Reporter für RTL aktuell, das RTL Nachtjournal und n-tv. Einsätze hatte er national und international. Unter anderem berichtete er von den Grexit-Verhandlungen und am Tag der Entscheidung 2020 über den Brexit aus Brüssel.
Seit 2014 ist Christopher Wittich Moderator von n-tv. Er moderiert neben den regulären Nachrichtenstrecken auch Sondersendungen von Parteitagen und Außenveranstaltungen. Zusammen mit Heike Boese moderiert er auch die Sendung Wieso Sie?. 2021 moderierte Wittich mit Katja Burkard, Pinar Atalay und Peter Kloeppel den Wahltag bei RTL Deutschland und ntv.
Ab August 2021 moderierte Wittich die Nachmittagsausgabe von RTL aktuell und ab Heiligabend 2021 auch die Hauptausgabe von RTL aktuell um 18.45 Uhr. Hinzu kam 2022 die Moderation mehrerer Corona-Talks auf n-tv.
Am 8. Februar 2022 wurde bekannt, dass Wittich zum 1. Mai 2022 als Leiter des RTL-Amerikastudios nach Washington, D.C. wechselt.

## Sonstiges
Wittich engagiert sich unter anderem in der Karl-Kübel-Stiftung für Kind und Familie.